# 390 TCN
390 TCN là một năm trong lịch La Mã.